# Аранка (име)
Аранка (мађ. Aranka), је женско име које се користи у мађарском језику, води порекло из латинског језика (лат. Aurelius), и има значење: злато, златица.
Име је мађарска варијација имена Аурелија

## Имендани
- 8. фебруар.
- 19. јули.
- 4. октобар.
- 15. октобар.
- 16. октобар.
- 2. децембар.

## Варијације имена у језицима
-[1],
-[2],
-[3],
-[4].

## Познате личности
- Аранка Лацко (мађ. Laczkó Aranka), глумица из Клужа,
- Аранка Хеђи (мађ. Hegyi Aranka), оперска примадона.